# Oldrado II Lampugnani
Oldrado II Lampugnani, o de Lampugnano (Pavia, 1380 – Milano, 13 agosto 1460), è stato un condottiero italiano, Governatore di Genova e figura di spicco alla corte dei Visconti e successivamente degli Sforza.

## Biografia
Nato a Pavia nel 1380 da Uberto Lampugnani, giurista di prestigio, e Giovanna Omodei, Oldrado fu educato secondo gli insegnamenti del padre laureandosi in diritto e costruendo una solida rete di relazioni che lo avrebbero aiutato nell’ascesa sociale ed economica. La sua famiglia, infatti, non solo era ben inserita nell’ambito della nobiltà pavese, ma vantava anche numerosi possedimenti terrieri e influenti legami politici. Oldrado non era figlio unico, ma aveva quattro fratelli (Giovanni, Maffiolo, Giorgio e Pietro) e tre sorelle (Maria, Giustina e Franceschina).
Fu segretario e generale di Filippo Maria Visconti che nel 1437 gli cedette in feudo il Borgo di Trecate.. Dopo aver contribuito alla sconfitta di Cabrino Fondulo ottenne la Signoria di Cremona, titolo che in seguito lasciò a Giovanni Lampugnani, padre di Gian Giorgio I e Francesco, ai quali il duca di Milano Francesco Sforza dono il feudo di Casalpusterlengo nel 1450.  Insegnò diritto a Pavia e fu insignito del titolo nobiliare da Francesco Sforza, per i servizi resi.
Nel 1416, Oldrado si distinse per il suo ruolo nel fermare Giovanni Vignati, che si era imposto come signore di Pavia durante l'assenza del potere centrale a Milano. Nel 1424, utilizzò l'inganno per catturare il condottiero Cabrino Fondulo, approfittando della sua ritirata a Castelleone. In questo periodo, Oldrado consolidò la sua influenza politica e acquisì importanti feudi, tra cui Oscasale, e vasti possedimenti nelle vicinanze di Anico Cremonese. La sua carriera militare proseguì con l’allontanamento del condottiero Francesco Bussone, il Carmagnola, da parte di Filippo Maria Visconti, che lo nominò in seguito governatore di diverse città. Nel 1425, fu inviato a Venezia come oratore ducale, e poco dopo, nel 1426, divenne luogotenente ducale a Brescia, sebbene fosse destituito l’anno successivo a causa di accuse di arbitrio. Nonostante ciò, nel 1428 venne nominato podestà di Parma e, successivamente, governatore di Genova (1430-1434). Fu anche inviato come luogotenente a Brescia per diversi mandati, fino al 1443.
Nel 1445 Oldrado II Lampugnani ottenne il permesso dal duca di Milano, Filippo Maria, di fortificare il castello di Legnano. La famiglia Lampugnani era a all'epoca senza dubbio la più importante di Legnano. Risiedeva a Milano nel quartiere di porta Vercellina, in parrocchia di San Giovanni sul Muro, un quartiere nobile in cui abitavano molti altri funzionari ducali. Il padre gli faceva da segretario e amministratore. È probabile perciò che, secondo l'uso del tempo, egli venisse a Legnano nei suoi periodi di riposo.

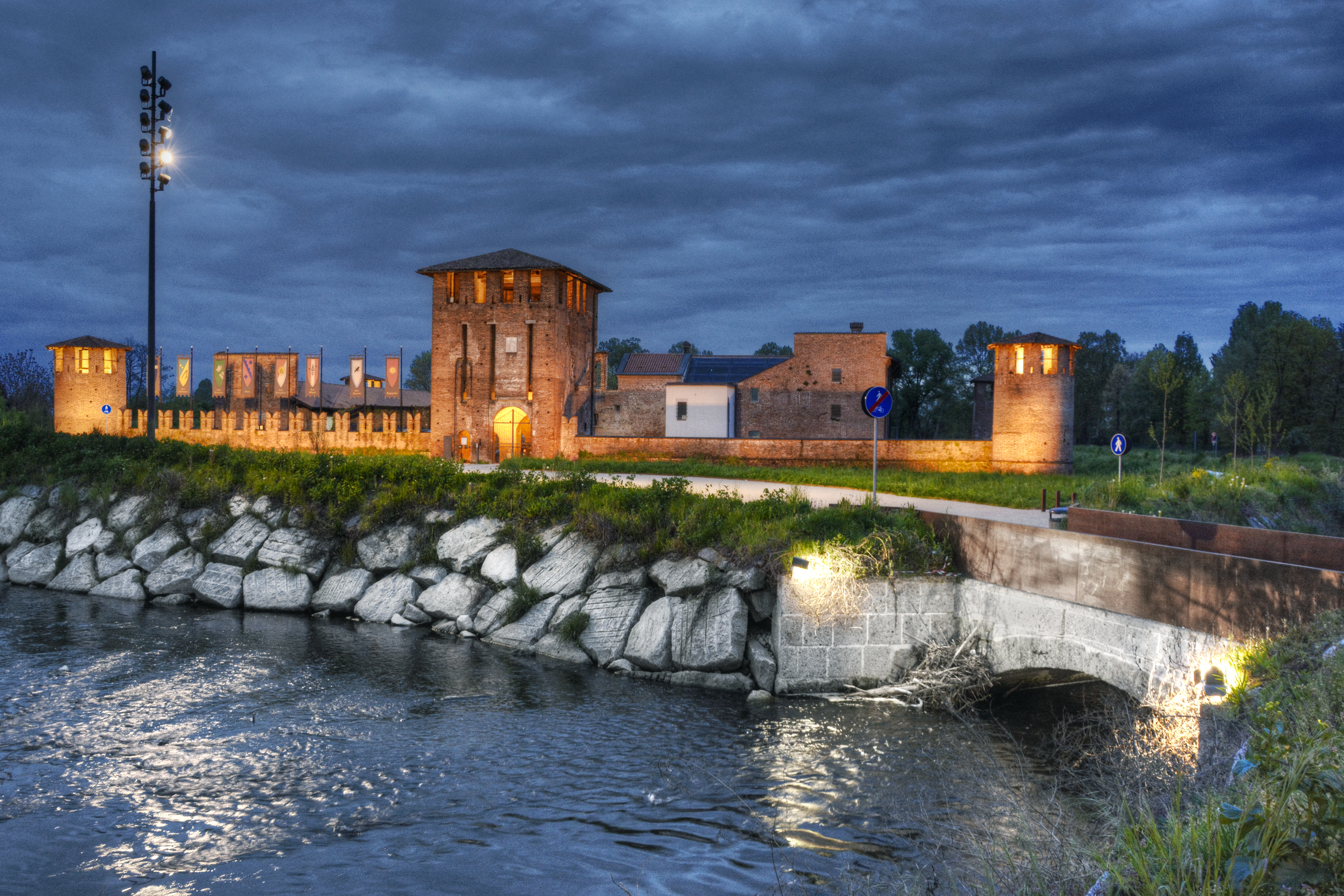
Vista notturna del castello di Legnano

Alla morte di Filippo Maria Visconti nel 1447, Oldrado, insieme ai suoi fratelli Giorgio e Pietro, giocò un ruolo significativo nella nascita della Repubblica Ambrosiana, una risposta alla crisi politica derivante dalla fine della dinastia viscontea. Sebbene inizialmente abbia sostenuto la causa degli Sforza, la sua fedeltà fu messa alla prova. Nel 1449, si schierò con la fazione ribelle, vedendo i suoi beni confiscati dal nuovo regime. Nonostante le difficoltà, la sua fortuna economica era ancora cospicua, come testimoniato dalla denuncia dei suoi beni, che includevano una vasta biblioteca e numerosi oggetti preziosi. Nel 1450, con l'ascesa di Francesco Sforza al potere, Oldrado ritrovò una posizione di prestigio. Fu nominato tra i primi consiglieri segreti e ottenne la dignità comitale. Durante la sua carriera sotto gli Sforza,  fu anche coinvolto in numerose missioni diplomatiche e amministrative, tra cui la gestione di Parma, dove fu commissario dal 1452 al 1454.
La sua politica si caratterizzò anche per un impegno verso il miglioramento delle condizioni delle piccole comunità, specialmente nel Cremonese, dove le suppliche dei cittadini venivano spesso indirizzate a lui. Inoltre, la famiglia Lampugnani mantenne il controllo su importanti istituzioni, tra cui la Zecca di Milano, e giocò un ruolo significativo nel sistema economico e amministrativo della città. 
Oldrado morì a Milano il 13 agosto 1460 e fu sepolto con onore nella chiesa della Madonna del Carmine. Il suo testamento, redatto nel gennaio 1460, indicava il nipote Giovanni Andrea Lampugnani come suo unico erede e disponeva diverse carità, tra cui doti per fanciulle della famiglia e aiuti ai poveri della parrocchia di S. Nicolò. La sua morte segnò la fine di una carriera che aveva visto la famiglia Lampugnani consolidarsi come una delle più potenti e rispettate della Milano del Quattrocento.
Oltre il castello di Legnano, donato nel 1710 dai discendenti Lampugnani all'Ospedale Maggiore di Milano, la famiglia possedeva a Legnanello, tra l'attuale statale del Sempione e l'Olona, nell'area del Cotonificio Cantoni, un palazzo, il Maniero Lampugnani. Era una casa ampia e circondata da giardino con un ingresso sulla strada che scendeva al fiume Olona; apparteneva anch'essa a Oldrado II Lampugnani, ma fu abitata più che da lui da suo fratello Maffiolo. L'edificio originale, demolito nel 1927 dal Cotonificio Cantoni, fu smantellato e ricostruito in corso Garibaldi su iniziativa del Comune e grazie all'intervento dell'ingegnere Guido Sutermeister. Attualmente è sede del Museo civico di Legnano.